# Maserà di Padova
Maserà di Padova es una localidad y comune italiana de la provincia de Padua, región de Véneto, con 9.938 habitantes.

## Evolución demográfica
| Gráfica de evolución demográfica de Maserà di Padova entre 1861 y 2001 |
|                                                                        |
| Fuente ISTAT - elaboración gráfica de Wikipedia                        |